# Jardín botánico de Montreal
El Jardín Botánico de Montreal (o en francés: Jardin botanique de Montréal), es un gran jardín botánico e invernaderos de 73 hectáreas de extensión, situado en Montreal, Canadá, (provincia de Quebec), al lado del Estadio Olímpico de dicha ciudad. 
Por sus dotaciones, extensión y prestaciones está considerado como uno de los mejores jardines botánicos del mundo, equiparable al Real Jardín Botánico de Kew, en Inglaterra, al que seguiría en importancia.·
Fue designado como National Historic Site of Canada en 2008.
Es miembro del BGCI, y presenta trabajos para la Agenda Internacional para la Conservación en los Jardines Botánicos.
El código de identificación del Jardin botanique de Montréal como miembro del "Botanic Gardens Conservation Internacional" (BGCI), así como las siglas de su herbario es MTJB.

## Localización
El Jardin botanique de Montréal está situado cercano a la estación Pie IX del Metro de Montreal, que se encuentra en la esquina del Estadio Olímpico.
Jardin botanique de Montréal 4101, rue Sherbrooke Est Montreal Quebec H1X 2B2 Canadá.
Planos y vistas satelitales.
Se paga una tarifa de entrada. Al pagar la admisión, los residentes de la ciudad pueden obtener un pase de concesión de los jardines al aire libre, al que muchas personas visitan con regularidad, aunque solo sea para sentarse bajo los árboles. Las zonas exteriores son también libres para todo el mundo entre las 6 p. m. y la noche durante la temporada de verano (de mayo a septiembre).

## Historia
La idea de dotar a Montreal de un importante jardín botánico ya estaba fraguándose a mediados del siglo XIX, pero no fue hasta la década de 1920 en que llegó a aflorar en la mente de un joven profesor de botánica el hermano Marie-Victorin.
A pesar de la Gran Depresión, los caprichos de las elecciones municipales y la Segunda Guerra Mundial, el proyecto tiene éxito de todos modos para echar raíces y crecer, impulsado por la pasión del hermano Marie-Victorin y de Henry Teuscher que se convertiría en el jardinero jefe del jardín. El jardín fue diseñado por Henry Teuscher, mientras que el edificio administrativo de estilo Art déco fue diseñado por el arquitecto Lucien F. Kéroack.

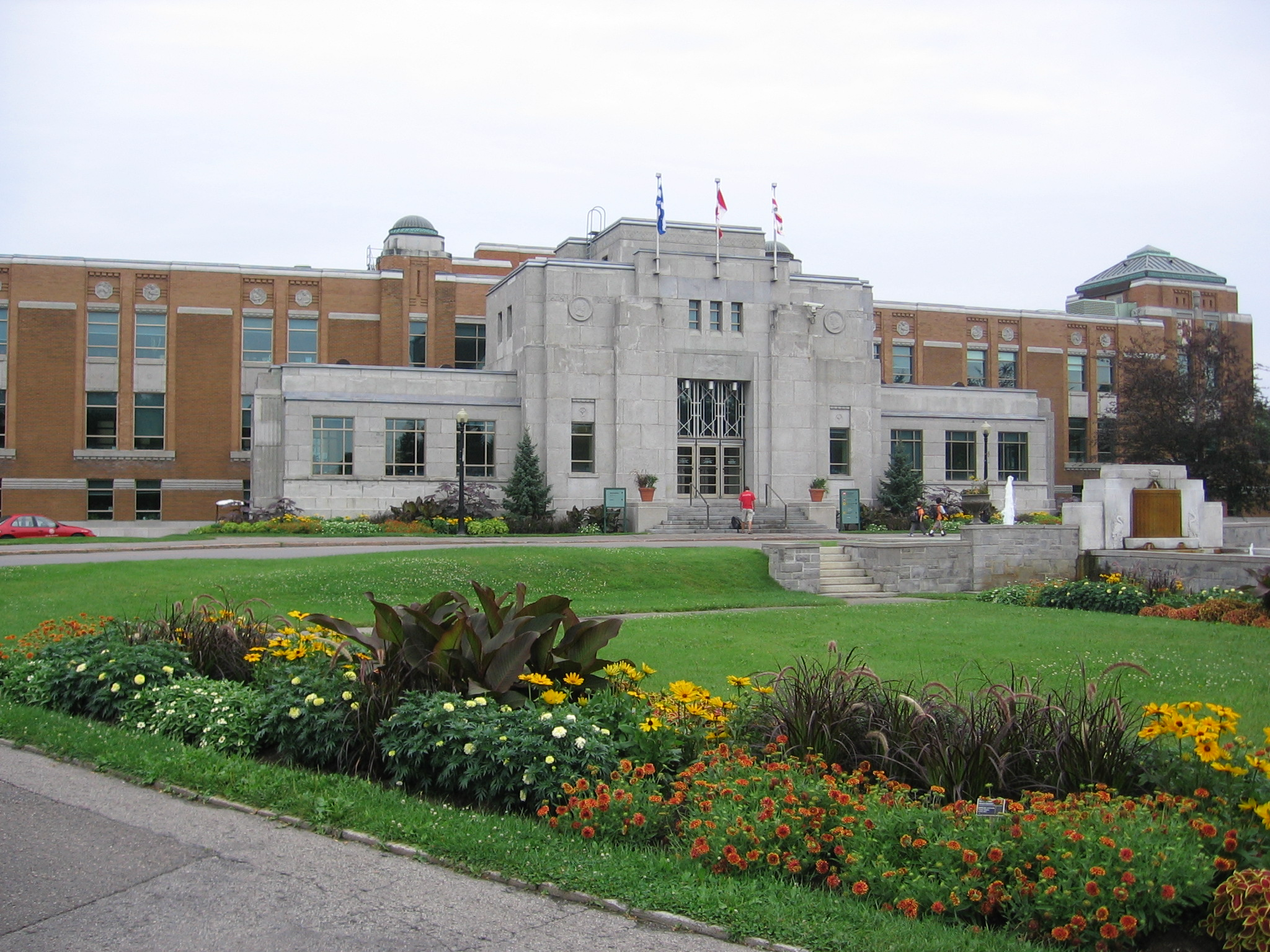
El pabellón administrativo a la entrada del jardín

La inauguración oficial del Jardín tuvo lugar en 1931 siendo entonces alcalde Camillien Houde, la construcción del edificio administrativo y la creación de huertos familiares (1936-1939) y la construcción de invernaderos de exhibición abiertos en 1956.
Con las nuevas condiciones económicas y el creciente interés en ayudar al medio ambiente, el Jardín Botánico de Montreal toma su verdadero auge en la década de 1970. Reanuda las actividades de investigación y gracias al éxito de la « Floralies internationales de 1980 » provoca una apertura real al mundo. La renovación de los invernaderos, instalaciones nuevas, el aumento de la cooperación con la Universidad de Montreal, la creación de empresas y el desarrollo de asociaciones de amigos del botánico, de un programa de capacitación en horticultura ornamental: el balance de estos años es impresionante.
Durante período alcanzó el Jardín Botánico el lugar en el que se encuentran ahora entre los grandes jardines botánicos del mundo a través de la ejecución de grandes proyectos: el arboretum (1970), Rosaleda (1976), el Jardín japonés (1988), el Insectarium (1990) y el jardín chino (1991). Desde entonces, el ritmo de crecimiento no ha disminuido como lo demuestra el nuevo complejo de recepción (1995), el invernadero de recepción Molson (1995), la Casa del Árbol (1996) y el jardín de las Primeras Naciones (2001). Por último, se anunció en septiembre de 2009 el inicio de la construcción del nuevo Centro de Biodiversidad de la Universidad de Montreal abrió sus puertas en el verano de 2010 en el Jardín Botánico. Hay un proyecto de $ 25 millones.
Sirve para educar al público en general y a los estudiantes de horticultura en particular, así como para la conservación de especies de plantas en peligro de extinción. Los jardines son también el hogar de un centro de investigación de botánica, de la Société d'astronomie de Montréal y del Insectarium de Montreal; fuera de las instalaciones, el personal del Jardín también administra la Ferme Angrignon granja educativa y pequeño zoológico.

## Colecciones
El número total de plantas son 190,000 de las cuales 165,000 están en los jardines y 24,000 en los 10 invernaderos. Representando a 29,000 accesiones con 21,000 taxones, 260 familias, 2,300 géneros y 11,300 especies.
Abierto todo el año, el jardín se compone de invernaderos, así como muchos jardines temáticos, entre los que se encuentran:

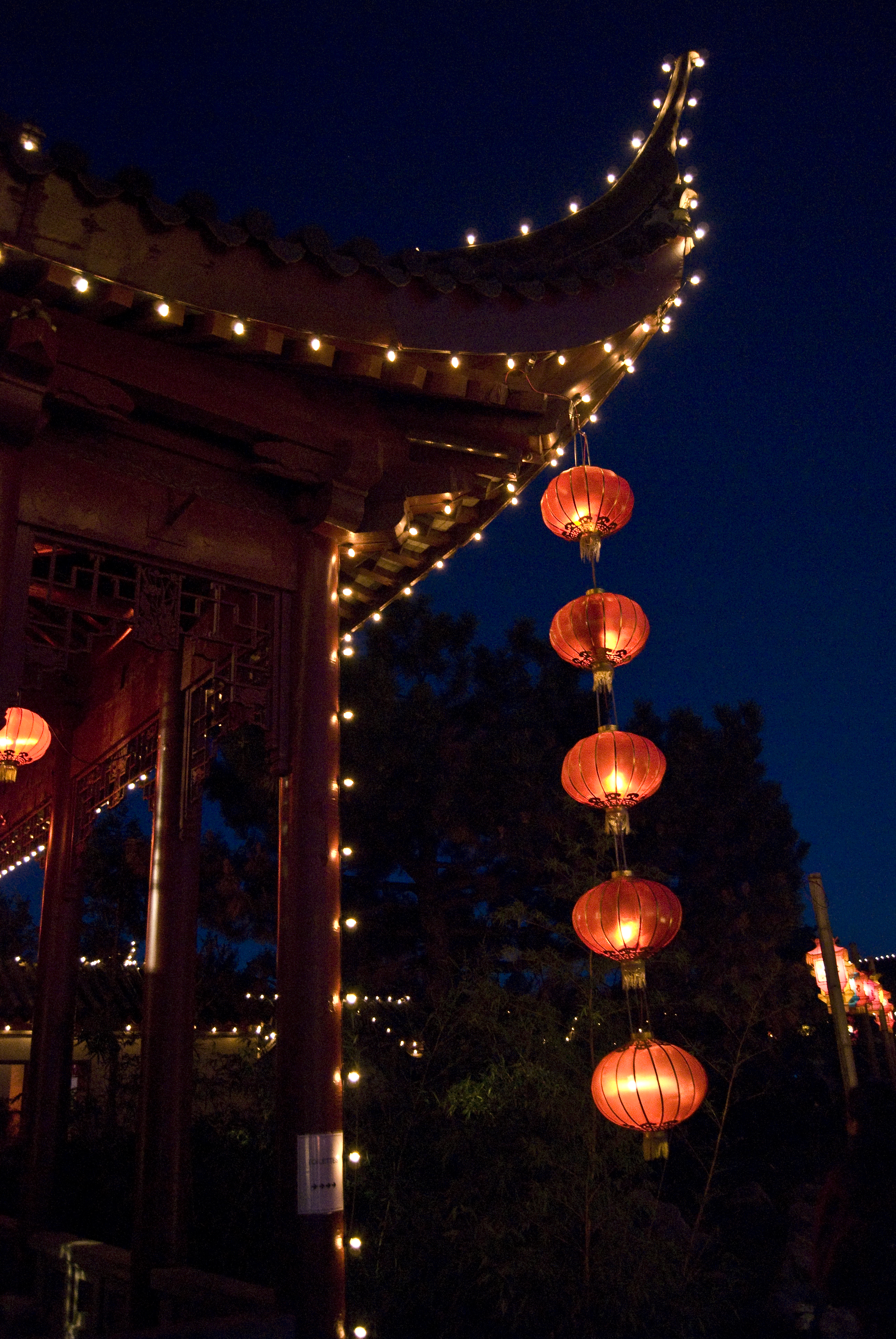
La magia de las linternas, en el jardín chino.

- Les Serres (Los Invernaderos) son 10 invernaderos de exposición con Araceae (300 spp. y 355 taxones), Begoniaceae (200 spp. y 400 taxones), Bromeliaceae (400 spp. y 500 taxones), Cactaceae y plantas suculentas (1,700 spp. y 1 800 taxones), helechos (200 spp. y 300 taxones), Gesneriaceae (200 spp.), lotos.
- Le Jardin de Chine (Jardín Chino) se ha construido siguiendo las directrices tradicionales para un jardín chino. Tiene varios caminos sinuosos, una montaña artificial y un edificio de viviendas en el estilo chino con una colección de bonsái y penjing que han sido donados. El jardín está poblado con plantas chinas. Es el jardín más grande de China en el mundo fuera de China.
- Le Jardin Japonais (Jardín Japonés) en este jardín se cultivan plantas japonesas, y contiene un edificio de estilo japonés que alberga una exposición sobre el té. La ceremonia del té japonesa se lleva a cabo allí durante el verano, y cualquier persona puede tomar clases para aprender más sobre ella. Otras artes tradicionales japonesas, como Iaidō e Ikebana en ocasiones se enseñan también allí. Incluye una gran estanque con kois, los visitantes suelen alimentar a los peces koi. El jardín alberga una ceremonia conmemorativa anual Hiroshima del 6 de agosto, con el sonido horario de una campana japonesa de la paz fabricada en Hiroshima.
- Le Jardin des Premières-Nations (Jardín de las Primeras Naciones) se cultiva con plantas canadienses, arces, abedules y pinos árboles de sombra en sus caminos. Tiene varios Tótem y exhibiciones que demuestran el arte nativo tradicional americano y sus métodos de construcción.
- Le Jardin Alpine (El Alpinum) tiene varios caminos sinuosos sobre un afloramiento rocoso que está cubierto de diminutas y delicadas plantas alpinas.

Otros jardines incluyen,

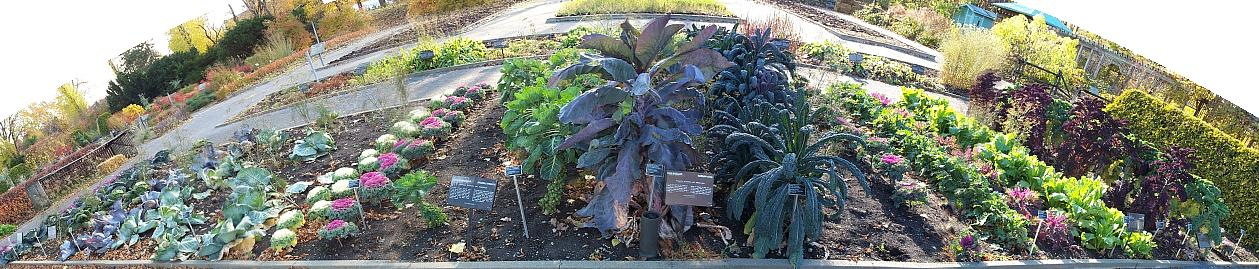
Una exhibición de variedades de berzas en la sección de plantas de interés económico.

- Jardín de plantas venenosas (con plantas venenosas e información de los efectos con diferentes dosis),
- Muestra de plantas de interés económico,
- El cercado florido,
- El jardín del sotobosque,
- Rosaleda,
- arboreto

Además, el Insectarium de Montreal y la casa del árbol se encuentra en los terrenos del Jardín Botánico.
El jardín botánico es también el hogar de algunas especies silvestres; principalmente ardillas y Patos, otros animales poco comunes, tales como las tortugas y garzas que también viven allí.
El "Jardin botanique de Montréal" fue reconocido como un lieu historique national du Canada en mayo del 2008

## Actividades a lo largo del año
Papillons en liberté
A partir de finales de febrero hasta abril en el invernadero numerosas mariposas vuelan en libertad acompañadas por un fondo de música clásica. Todos los ciclos de vida de la mariposa son observados y comentados por guías (huevo - larva (u oruga) - pupa (o crisálida) - la imago (adulto de mariposa) y esto en un ambiente tropical reconstituido para satisfacer todas las necesidades de las mariposas.
Le temps des sucres
A principios de marzo, en la casa del árbol, degustación de productos del arce.
L'Odyssée des monarques
Desde finales de agosto, a principios de septiembre en el jardín frente al insectario, se realiza el etiquetado y puesta en libertad de la mariposa monarca. Como parte de esta actividad, los jóvenes estudiantes se pueden introducir en el conocimiento de los ciclos de vida de las mariposas y participar en esta aventura a través de la obtención de un kit de cría de su escuela!
La Magie des lanternes
Desde 1992, de septiembre a octubre, el Jardín Chino, celebra el evento "La Magia de los Faroles" introduce al visitante en una nueva faceta de la cultura tradicional china, mientras que destaca el Jardín Chino con adornos de linternas de un armazón ligero completamente cubierto de seda. Las linternas de seda, aunque diseñadas en Montreal, están fabricadas de forma tradicional, según la técnica tradicional china, y enviado por barco a Montreal donde están instaladas para asombro de muchos visitantes. El recorrido está acompañado por el melodioso lamento del erhu, violín tradicional chino. Los niños también tienen la oportunidad de probar la caligrafía china, guiados por animadores vestidos para la ocasión con seda.
Le Grand Bal des citrouilles
Durante el mes de octubre, cientos de calabazas decoradas están expuestas en el invernadero. Las decoraciones al aire libre muy festivas nos recuerdan el otoño y la celebración de Halloween.

## Lion de la Feuillée
El "Lion de la Feuillée" es un monumento situado en el interior del Jardín Botánico de Montreal. El enorme león que se encuentra en la entrada a la rosaleda fue donado por la ciudad de Lyon con motivo del 350º aniversario de la fundación de Montreal en 1992.
El primer puente sobre el Feuillée fue abierto al público el 28 de septiembre de 1831 en el corazón de la ciudad de Lyon, Francia. El León Feuillée es una de las cuatro piezas de fundición de la obra original. Durante la reconstrucción del puente en el año 1910, los cuatro leones fueron reubicados. En 1992, uno de ellos tomó el camino de Montreal

## Deporte
Durante los Juegos Olímpicos de Montreal 1976, fue sede de la caminata de 20 km de atletismo y la parte de la carrera del evento del pentatlón moderno.